# Ключевка (Белебеївський район)
Клю́чевка (рос. Ключевка, башк. Ключевка) — присілок у складі Белебеївського району Башкортостану, Росія. Входить до складу Семенкинської сільської ради.
Населення — 21 особа (2010; 19 в 2002).
Національний склад:
- чуваші — 95 %